# Allgemeine Bedingungen für Kfz-Versicherung in Deutschland
Bei den Allgemeinen Bedingungen für die Kfz-Versicherung (AKB) handelt es sich um unverbindliche Musterbedingungen, die der Gesamtverband der Deutschen Versicherungswirtschaft e.V. für die Kfz-Versicherung erstellt hat. Sie haben daher keine Gesetzeskraft, sondern sie werden, soweit sich die Vertragspartner auf diese Bedingungen einigen, Vertragsbestandteil des Versicherungsvertrages. Sie sind die einschlägigen Allgemeinen Versicherungsbedingungen (AVB) für die Kraftfahrtversicherung (siehe auch Allgemeines Versicherungsrecht (Deutschland)). Die AKB werden im Abstand von einigen Jahren weiterentwickelt. Sind die AKB Vertragsbestandteil geworden, gelten sie grundsätzlich in der Fassung, die bei Vertragsschluss aktuell war. Sie enthalten sowohl Regelungen zur Kfz-Haftpflichtversicherung als auch zur Kaskoversicherung. Weiter regeln die AKB, dass nur der Betrieb, nicht aber der darüber hinausgehende Gebrauch durch die Kfz-Haftpflichtversicherung gedeckt ist („Benzinklausel“). Die Definition dient nicht nur der Deckungsbeschränkung, sondern auch der Abgrenzung zur Allgemeinen Haftpflicht- und der Betriebshaftpflichtversicherung, wobei es dennoch zu Deckungslücken zwischen beiden Versicherungen kommen kann. Der Kfz-Haftpflichtversicherer muss deshalb Schäden decken, die von einem bei ihm versicherten Fahrzeug bei der Flucht an den verfolgenden Polizeifahrzeugen entstanden sind, nicht aber bei Schäden die bei der Verfolgung eines schließlich zu Fuß flüchtenden Kfz-Führers entstanden sind. Auch wenn ein Fahrzeug als reine Arbeitsmaschine gebraucht wird, bei der es als Fortbewegungs- und Transportmittel keine Rolle mehr spielt, liegt kein Betrieb vor.
Fragen über die Anwendbarkeit der AKB gehören zum Versicherungsrecht und Verkehrszivilrecht. Spezialisten für die Beratung in diesen Rechtsfragen sind Fachanwälte für Verkehrsrecht und Fachanwälte für Versicherungsrecht.

## AKB 2015
Die aktuellen AKB wurden am 15. Januar 2015 bekanntgegeben. Sie werden als AKB 2015 abgekürzt. Sie enthalten Bestimmungen über den Leistungsumfang der Versicherung (Teil A), den Beginn des Versicherungsschutzes (Teil B), die Beitragszahlung (Teil C), die Pflichten bei Gebrauch des Fahrzeugs (Teil D), die Pflichten des Versicherungsnehmers im Schadensfall (Teil E), die Rechte und Pflichten der mitversicherten Personen (Teil F), die Laufzeit und Kündigung des Vertrages nebst den Bestimmungen bei Verkauf des Fahrzeugs (Teil G), Außerbetriebsetzung, Saisonkennzeichen, Fahrten mit ungestempelten Kennzeichen (Teil H), das Schadenfreiheitsrabattsystem (Teil I), Beitragsänderungen (Teil J und K), sowie Meinungsverschiedenheiten und den Gerichtsstand (Teil L).